# Cardamine pratensis
El berro de prado, mastuerzo de prado o mastuerzo de los prados (Cardamine pratensis) es una especie fanerógama perteneciente a la familia Brassicaceae.

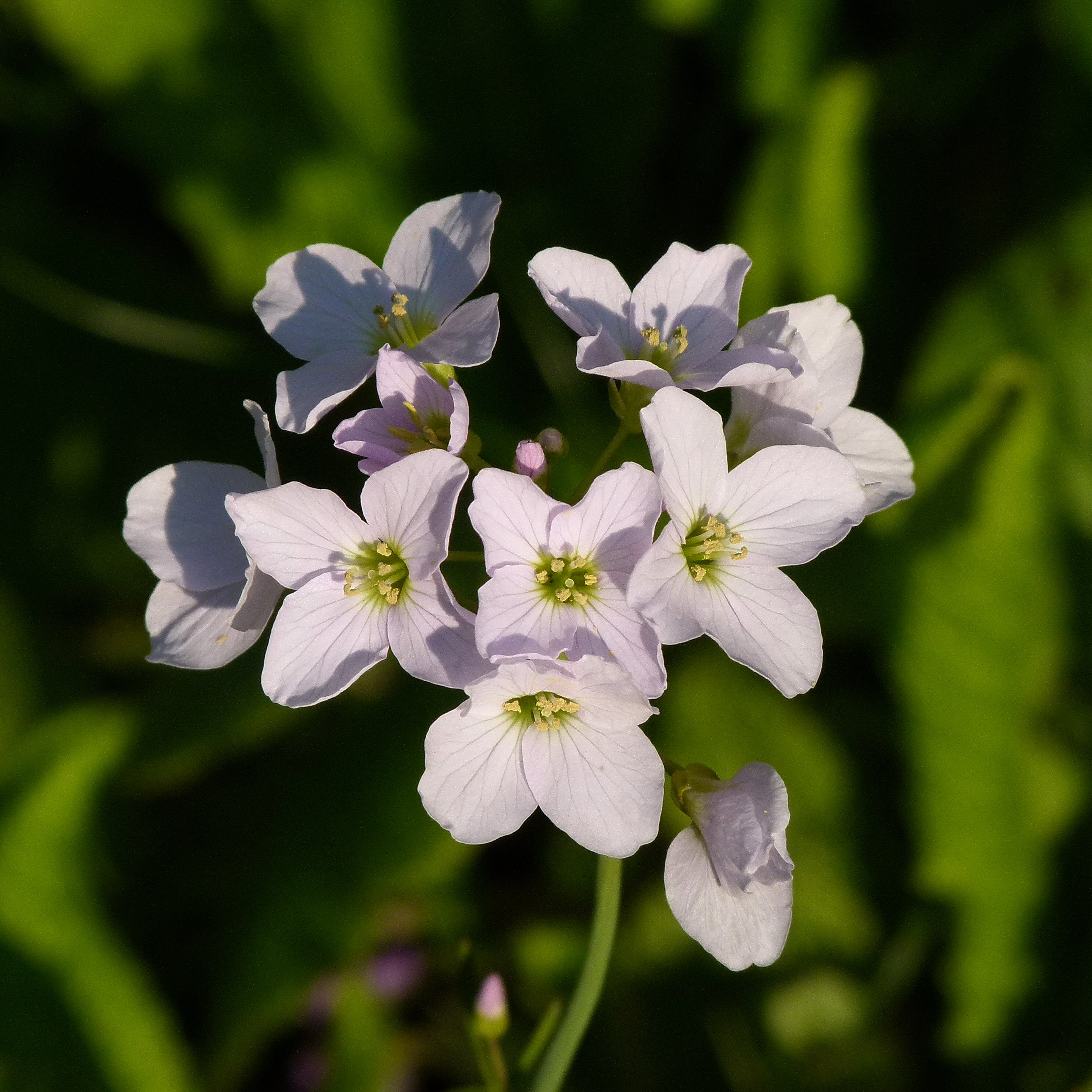
Flor

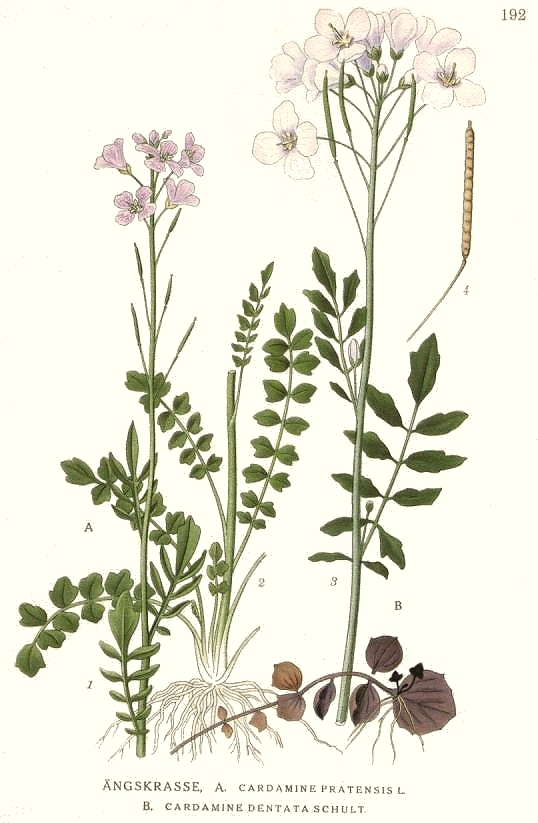
Ilustración

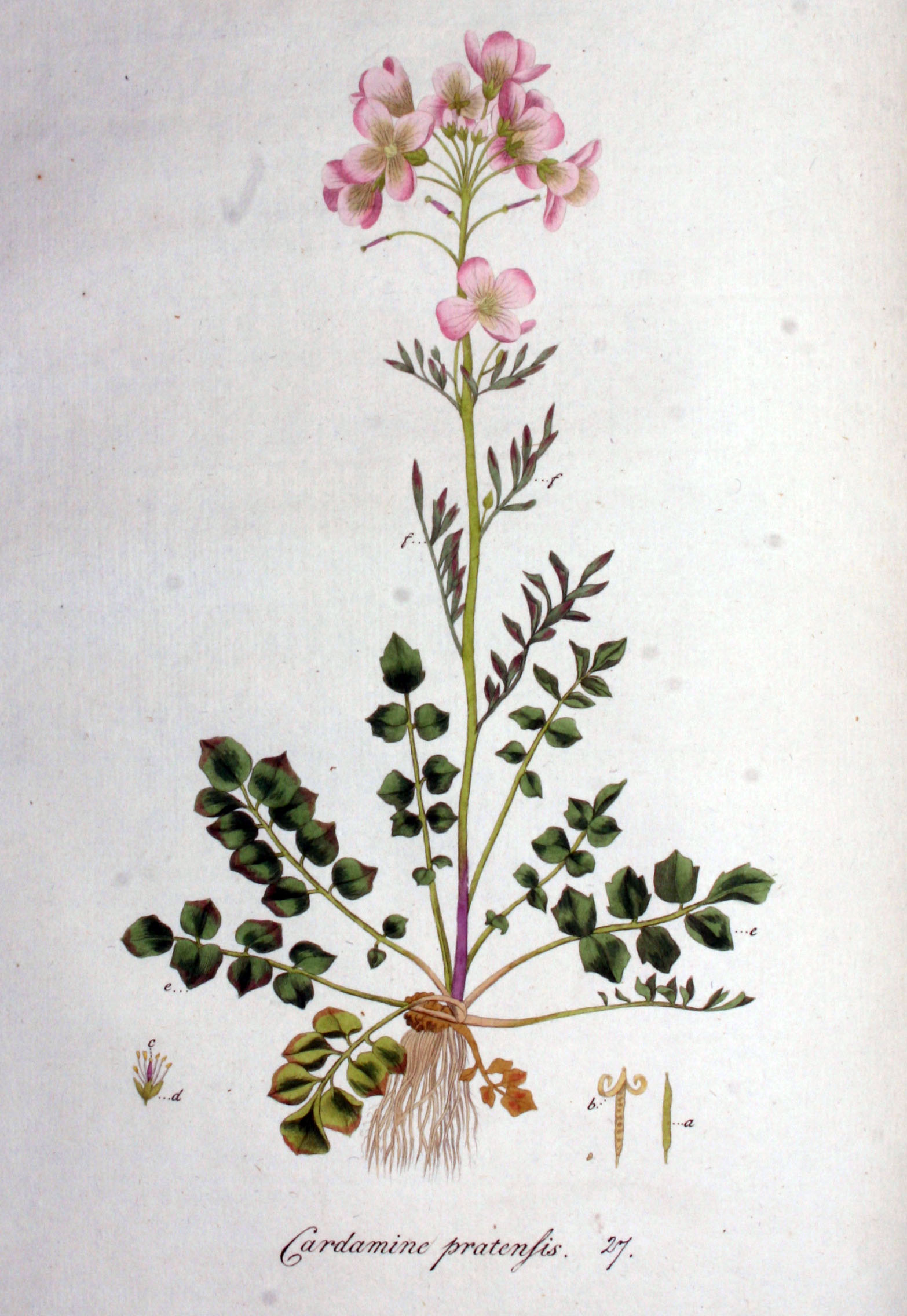
Ilustración

## Distribución
Es nativa de Europa y oeste de Asia.

## Descripción
Es una planta herbácea perenne que alcanza los 40-60 cm de altura con las hojas pinnadas de 5-12 cm de longitud con 3-15 segmentos, cada uno con 1 cm de longitud. Las flores se producen en espigas de 10-30 cm de longitud, con flores de 1-2 cm de diámetro con cuatro pétalos rosa pálido (raramente blancos). Crece mejor cerca del agua.
Se le cultiva como planta ornamental en jardines y como resultado de su cultivo se ha naturalizado en Norteamérica.

## Propiedades
- Esta planta contiene un glucósido, la glucococlearina y vitamina C.
- Se utiliza como tónico, contra el escorbuto y expectorante.[1]
- Indicaciones: es antiescorbútico, anticatarral, vitamínico.[2]

## Taxonomía
Cardamine pratensis fue descrita por Carolus Linnaeus y publicado en Species Plantarum 2: 656. 1753.
Etimología
Cardamine: nombre genérico que deriva del griego: kardamis para una especie de berro.
pratensis: epíteto latino que significa "de los prados".
Variedades aceptadas
- Cardamine pratensis subsp. atlantica (Emb. & Maire) Greuter & Burdet
- Cardamine pratensis subsp. granulosa (All.) Arcang.
- Cardamine pratensis subsp. matthioli (Moretti) Nyman
- Cardamine pratensis subsp. paludosa (Knaf) Celak.
- Cardamine pratensis subsp. picra De Langhe & D'hose
- Cardamine pratensis subsp. polemonioides Rouy
- Cardamine pratensis subsp. pratensis
- Cardamine pratensis subsp. rivularis (Schur) Nyman
- Cardamine pratensis subsp. submatthioli Tzvelev

Sinónimos
- Cardamine crassifolia Pourr.
- Cardamine latifolia var. crassifolia (Pourr.) Rouy & Foucaud
- Cardamine mariae Sennen
- Cardamine nuriae Sennen
- Cardamine rivularis auct. hisp.
- Ghinia pratensis (L.) Bubani[6]
- Cardamine acaulis Berg
- Cardamine buchtormensis Willd. ex DC.
- Cardamine fontinalis Schur
- Cardamine fossicola Godet
- Cardamine fragilis Degl.
- Cardamine grandiflora Hallier
- Cardamine hayneana var. iliciana Fritsch
- Cardamine herbivaga Jord.
- Cardamine iliciana (Fritsch) N.Busch
- Cardamine integrifolia Gilib.
- Cardamine laurentiana Andrz. ex Ledeb.
- Cardamine monticola Timb.-Lagr.
- Cardamine nasturtii Spreng.
- Cardamine nasturtiifolia Steud.
- Cardamine nasturtioides Schur
- Cardamine orophila Timb.-Lagr.
- Cardamine pentaphylla R.Br
- Cardamine praticola Jord.
- Cardamine pseudopratensis Schur ex G.Nicholson
- Cardamine scaturiginosa Wahlenb. ex Steud.
- Cardamine stolonifera Tausch
- Cardamine sylvatica Besser
- Crucifera pratensis E.H.L.Krause
- Dracamine pratensis (L.) Nieuwl.[7]

## Nombre común
- Castellano: agrión de prado, berro del prado, berro de prado, cardamina, cardamine de prados, mastuerzo, mastuerzo de los prados, mastuerzo de prado, mastuerzo de prados[8]